# Mistrzostwa Oceanii w Zapasach 2005
Mistrzostwa Oceanii w zapasach w 2005, odbywały się w dniu 10 czerwca na Pohnpei w Mikronezji. W tabeli medalowej tryumfowali zapaśnicy z Mikronezji.

## Wyniki

### Styl klasyczny
| Konkurencja         | Złoto           | Srebro          | Brąz           |
| Kategoria do 55 kg  | Elgin Elwais    | Tadasy Aliksa   | ----           |
| Kategoria do 60 kg  | Zachary Rapadas | Daniel Langu    | Matheus Serino |
| Kategoria do 66 kg  | Kim Jun-hyung   | Maioriko Sohl   | Patrick Mike   |
| Kategoria do 74 kg  | Marcel Yatilman | Mike Colfax     | Kenneth Mike   |
| Kategoria do 84 kg  | Lawrence Uwelur | David Salapwa   | T.J. Bessy     |
| Kategoria do 96 kg  | Jeffrey Cobb    | John Tarkong    | John Camacho   |
| Kategoria do 120 kg | Patrick Camacho | Hwang Che-seong | Kun Killin     |

### Styl wolny
| Konkurencja         | Złoto           | Srebro          | Brąz             |
| Kategoria do 55 kg  | Elgin Elwais    | Tadasy Aliksa   | ----             |
| Kategoria do 60 kg  | Daniel Langu    | Matheus Serino  | ----             |
| Kategoria do 66 kg  | Patrick Mike    | Junior Anjain   | Chauncey Tarkong |
| Kategoria do 74 kg  | Kenneth Mike    | Marcel Yatilman | Ken Manuel       |
| Kategoria do 84 kg  | Gerry Tekee     | David Salapwa   | T.J. Bessy       |
| Kategoria do 96 kg  | Jeffrey Cobb    | John Camacho    | John Tarkong     |
| Kategoria do 120 kg | Patrick Camacho | Kun Killin      | Baker.J. Hairens |

### Styl wolny - kobiety
Maria Dunn z Guam w kategorii 67 kg była jedyną zgłoszoną zawodniczką w swojej kategorii i nie została uwzględniona w tabeli jako złota medalistka.

## Tabela medalowa
Gospodarz mistrzostw został zaznaczony kolorem.
| Poz. | Państwo           |    |    |    | Łącznie |
| ---- | ----------------- | -- | -- | -- | ------- |
| 1    | Mikronezja        | 5  | 9  | 6  | 20      |
| 2    | Guam              | 5  | 2  | 1  | 8       |
| 3    | Palau             | 2  | 1  | 2  | 5       |
| 4    | Korea Południowa  | 1  | 1  | 0  | 2       |
| 5    | Papua-Nowa Gwinea | 1  | 0  | 2  | 3       |
| 6    | Wyspy Marshalla   | 0  | 1  | 0  | 1       |
|      | Łącznie           | 14 | 14 | 11 | 39      |